# 福岡航太朗
福岡 航太朗（ふくおか こうたろう、2005年12月22日 - ）は、日本棋院東京本院所属の囲碁棋士。七段。東京都出身、洪清泉四段門下。

## 経歴
2005年12月22日、東京都に生まれる。4歳のときに祖父の家にあった碁盤を見て囲碁に興味を持ち、筑波大学附属小学校合格後に他の習い事と併せて碁会所に通い始める。その後、小学校2年生のときに洪清泉の主宰する洪道場に入塾。2014年12月、小学3年生時に出場した第4回こども棋聖戦低学年の部で優勝。優勝後、囲碁で世界一になってほしいという両親の思いもあり、洪の力も借りて小学4年生時に囲碁を学ぶために単身で韓国に留学した。言葉もわからないままでの留学であったが、留学後3か月ほどでおおよそ韓国語を理解できるようになったという。断続的に日本に帰国するも、学校の勉強が追い付かないことから小学校は地元の公立校に転校した。
合間を縫って日本のジュニア棋戦にも出場し、2015年8月、4年生時に出場した第36回少年少女囲碁大会では準優勝。2016年12月、5年生時に出場した第6回こども棋聖戦高学年の部で優勝。2017年3月、第20回ジュニア本因坊戦で優勝。一方で、外来として二度受験した棋士採用試験ではともに予選を突破することすらできなかった。こうしたこともあって、中学1年生時に日本棋院東京本院の院生になる。院生手合では最下級のEクラスから勝ち続け、Bクラスの4局目まで114連勝を記録、最短で最上位のAクラスまで進級した。2018年11月、冬季棋士採用試験本戦で11勝4敗の成績を残し、13勝2敗の豊田裕仁の次点で合格、プロ入りを決めた。
2019年4月入段。13歳3か月での入段は、日本棋院史上8番目の年少記録（当時）。2019年5月13日、第29期竜星戦予選Bで酒井真樹八段に勝利、続けて福井正明九段にも勝利し、公式戦デビューを連勝で飾った。同年には非公式若手棋戦の第1回ワイズアカデミー杯で優勝。
2020年、非公式若手棋戦の第1回ディスカバリー杯で準優勝。
2021年、第46期棋聖戦でファーストトーナメントを制しCリーグ進出。15歳4か月でのCリーグ進出は史上最年少であったが、その3日後に仲邑菫（12歳2か月）に記録を更新された。Cリーグでは2勝3敗で陥落。また、国際団体棋戦である第3回中日韓聶衛平杯囲碁マスターズに日本代表として出場し、屠暁宇六段（中国）・文敏鍾四段（韓国）に連勝。日本の初優勝に貢献した。
2022年、初の七大タイトル本戦進出となった第47期碁聖戦では1回戦で張栩九段、2回戦で高尾紳路九段に勝利。準々決勝では依田紀基九段に敗れたが、本戦ベスト8の成績を残した。第9回グロービス杯では予選・本戦で中韓の若手を立て続けに撃破し、決勝戦で中国の王星昊七段に敗れたものの、準優勝。
2024年の第33期竜星戦ではFブロックで全勝。決勝では3連覇を目指す井山竜星に勝利。優勝により七段に昇段。この貢献により棋道賞で新人賞を受賞。
2025年は同年創設したソパルコサノル世界最高棋士決定戦に参戦も全敗。初参戦の名人リーグでは6勝2敗で勝率1位になるも序列の差で挑戦権を逃す。

## 棋歴

### 獲得タイトル
- 竜星戦（第33期）

### 良績等
- 名人戦リーグ入り（第50期=2024年度）
- グロービス杯 準優勝（第9回）
- ワイズアカデミー杯 優勝（第1回、非公式戦）
- ディスカバリー杯 準優勝（第1回、非公式戦）

### 昇段履歴
- 2019年4月1日 初段[17]（冬期棋士採用試験 2位）
- 2021年1月1日 二段[18]（賞金ランキング 初段2位）
- 2022年1月1日 三段[19]（賞金ランキング 二段1位）
- 2023年1月1日 四段[20]（賞金ランキング 三段1位）
- 2024年1月1日 五段[21]（賞金ランキング 四段1位）
- 2024年11月1日 七段[22]（タイトル獲得）

## 人物・エピソード
- 子供の頃からボードゲームやカードゲームが好きで、家族で遊んだ神経衰弱はカードの場所をすぐに覚えてしまったという[2]。
- 同年代の囲碁棋士に名前が同じ読みの関航太郎九段（2001年生）がいる。